# 皮尔斯县戒严令
皮尔斯县戒严令于1856年4月3日在华盛顿领地宣告实施，并于次月解除。戒严期间当地治安官的临时征召部队与时任领地总督艾萨克·史蒂文斯实际掌控的私人武装之间发生了一场短暂但不流血的军事对峙。

## 背景
1855年，雅基马族及其盟友与受美国及其部落盟友支持的华盛顿领地之间爆发武装冲突，史称雅基马战争。随着冬季来临，约翰·伍尔将军决定暂停军事行动至次年春季，但时任领地总督艾萨克·史蒂文斯却在召集华盛顿议会时宣称：“此战必将持续，直至最后一个敌对印第安人被消灭”。

## 逮捕泥溪定居者

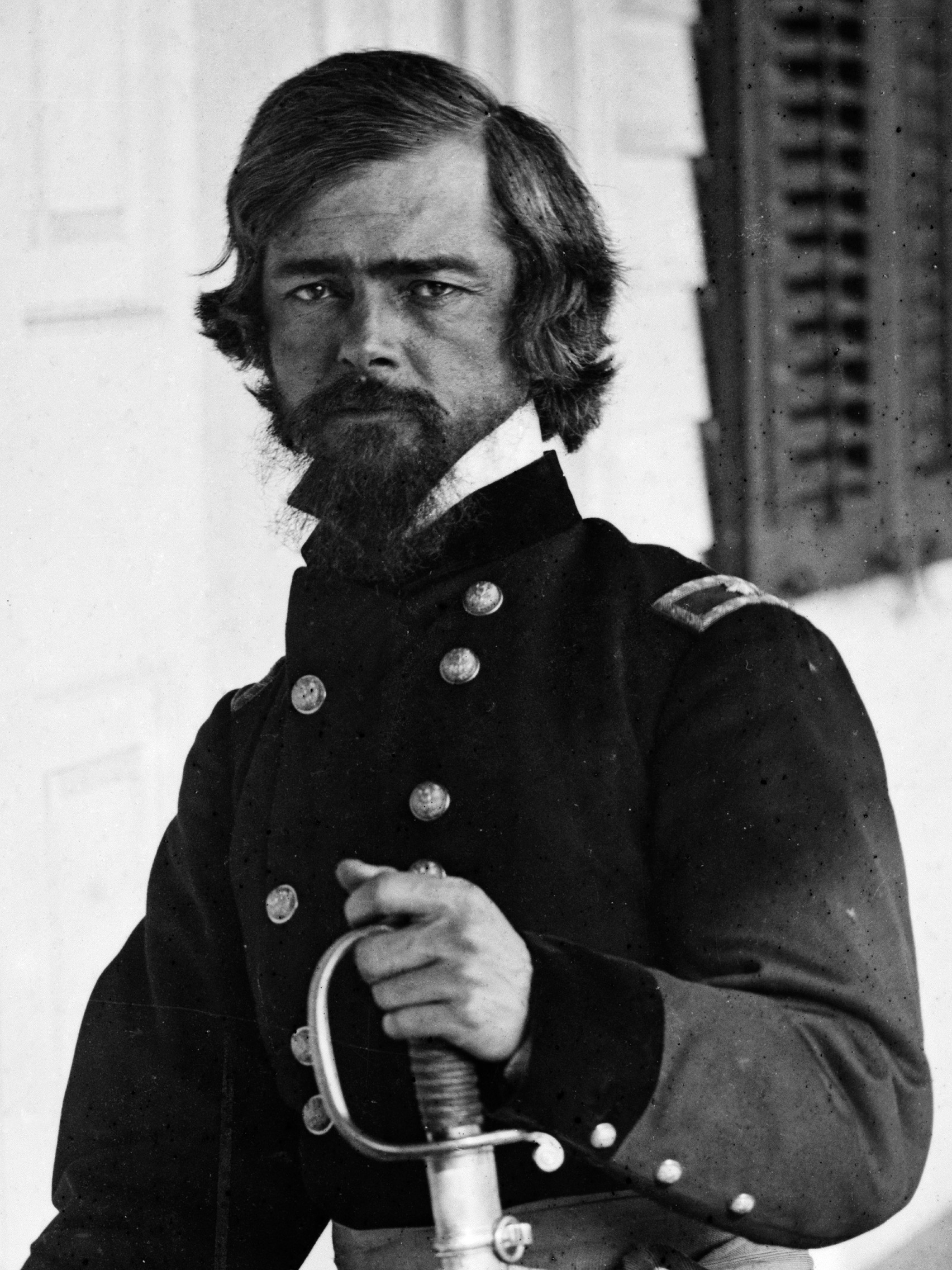
1856年4月3日，总督艾萨克·史蒂文斯宣布戒严

1856年4月3日，即西雅图战役未达预期战果的两月后，华盛顿领地总督史蒂文斯宣布在皮尔斯县实施戒严，并下令逮捕泥溪（Muck Creek）地区定居者——这些人涉嫌与雅基马族结盟的印第安部落合作。戒严公告宣称：
鉴于在征讨印第安部族之战事进程中，确有重大通敌嫌疑发生，皮尔斯县若干居心叵测之徒暗中资敌助叛，现已将其逮捕并交由军事委员会审判；又鉴于今日有人企图借民事诉讼程序，使该等嫌犯脱离军事委员会之管辖；值此战事席卷全县之际，若纵容彼等图谋得逞，必将重创公众利益并致战役方略尽毁，现由本人艾萨克·I·史蒂文斯，以华盛顿领地总督之权责，特此宣告，皮尔斯县全境即时戒严，所有民政官员职权中止，直至另行通告。
针对逮捕行动，华盛顿领地最高法院首席大法官弗朗西斯·A·切诺韦斯签发“人身保护令”，要求释放被捕定居者。史蒂文斯以“已中止民事政府”为由违抗该令状，华盛顿领地联邦地区法院主审法官爱德华·兰德（Edward Lander）当即裁定其构成藐视法庭罪。
根据兰德的命令，联邦执法官乔治·科利斯（George Corliss）率副法警队伍赶赴领地首府奥林匹亚逮捕史蒂文斯。据哈泽德·史蒂文斯1900年记述，史蒂文斯接待了法警，得知目的后，平静提出质疑：“先生们，你们因何不履行你们职责？”当法警试图靠近时，史蒂文斯的警卫拦截并强行驱逐了他们。总督随即命令150名华盛顿领地志愿兵（Washington Territorial Volunteers；WTV）——这支仅效忠于他的法外军事力量立即向皮尔斯县法院所在地斯蒂拉库姆进军，缉捕兰德法官。士兵撞破法官大门紧锁的办公室将其强行逮捕。
据兰德法官后续证词所述，在史蒂文斯私人武装抵达前，他曾联络斯蒂拉库姆堡美军驻军通报险情，但建议联邦军队勿介入法院防御战——尽管要塞司令官早已断然拒绝派兵护法。

## 围攻皮尔斯县法院
抱病卧床的切诺韦斯大法官闻悉事态发展后，毅然离榻启程，从惠德比岛疗养地乘独木舟赶赴斯蒂拉库姆，宣布将于5月24日重启兰德法庭。面对此变局，史蒂文斯总督命令华盛顿领地志愿兵（WTV）控制法院并羁押切诺韦斯。得知30名WTV骑兵逼近，切诺韦斯即刻命令皮尔斯县治安官组建民防团。约50至60名县民被征召护卫法庭。
5月24日晨，WTV部队抵达法院时遭遇民防团人墙阻截。指挥官西拉斯·柯蒂斯中尉（Lt. Silas Curtis）急报奥林匹亚请求指令。与此同时，斯蒂拉库姆堡的美军分遣队进驻对峙现场监控局势，准备在爆发冲突时介入维和。
当日晚间，史蒂文斯总督宣布解除皮尔斯县戒严令，华盛顿领地志愿兵和平撤离。

## 后续
兰德和定居者最终获释。针对监禁事件，兰德法官以藐视法庭罪判处史蒂文斯50美元罚金；史蒂文斯的支持者支付了这笔款项，而总督则赦免了自己的罪。尽管如此，他仍遭领地议会正式谴责。
次年，史蒂文斯当选华盛顿领地联邦代表。1862年美国内战期间，他在尚蒂利战役中擎起倒下团旗率部冲锋，身先士卒突袭邦联军阵地时阵亡。其身后被追授少将军衔，翌年华盛顿领地新设史蒂文斯县以彰其功。至于爱德华·兰德，其名永镌于1975年落成的华盛顿大学宿舍楼“兰德堂”（Lander Hall）。